# Любимата формула на професора
Любимата формула на професора (博士の愛した数式, hakase no ai shita suushiki) (буквално „любимото уравнение на професора“) е роман на Йоко Огава, чието действие се развива в съвременна Япония. Публикувана е в Япония през август 2003 г. от Shinchosha. През 2009 г. е публикуван английският превод от Стивън Снайдер, а през 2017 г. и българският от Маргарита Укегава.

## История
Историята се съсредоточава около математик, „Професора“, който претърпява мозъчно увреждане при пътнотранспортно произшествие през 1975 г. и оттогава може да създаде само 80 минути спомени, както и взаимоотношенията му с икономката (разказвачът) и нейния син "Корен", тъй като професорът споделя красотата на уравненията с тях. Романът получава наградата Hon'ya Taisho. Адаптиран е и във филмова версия през януари 2006 г. След като се публикува в меки корици през декември 2005 г., един милион копия са продадени за два месеца, по-бързо от всеки друг Shinchosha с меки корици. 

## Сюжет
Агенцията на икономката (разказвача) я изпраща в къщата на професора, бивш математик, който може да помни само за 80 минути. Тя е разочарована, когато установява, че той обича само математиката и не проявява никакъв интерес към нищо или към никого. Един ден, след като разбира, че има 10-годишен син, който чака сам вкъщи до късно през нощта всеки ден, професорът изпада в ярост и нарежда на икономката синът й да идва в дома му директно след училище от този ден нататък . На следващия ден синът пристига и професорът го кръщава "Корен", заради формата на главата му. Оттогава дните им започват да се изпълват с топлина и взаимни преживявания. 

## Филм
Филм, базиран на романа, е пуснат на 21 януари 2006 г. Той е режисиран от Такаши Коидзуми. За разлика от оригиналната творба, която е разказана от гледната точка на икономката, филмът е показан от гледната точка на 29-годишния „Корен“, докато той разказва спомените си за професора на група нови ученици. Въпреки че има няколко разлики между филма и оригиналната творба (например, филмът засяга връзката между професора и вдовицата, докато книгата не дава много подробности), филмът като цяло е верен на оригинала.